# Spartaco Dini
Spartaco Dini (ur. 25 sierpnia 1943 w Greve in Chianti, zm. 16 stycznia 2019) – włoski kierowca wyścigowy.

## Kariera
Dini rozpoczął karierę w międzynarodowych wyścigach samochodowych w 1966 roku od startu w klasie P 1.3 24-godzinnego wyścigu Le Mans, którego jednak nie ukończył. W późniejszych latach Włoch pojawiał się także w stawce European Touring Car Championship, Torneio Internacional de Formule 2 do Brasil, Europejskiej Formuły 2, World Challenge for Endurance Drivers oraz World Championship for Drivers and Makes.
W Europejskiej Formule 2 Włoch wystartował w dwóch wyścigach sezonu 1973 z ekipą Scuderia Nettuno. Nie zdołał jednak zdobyć punktów.